# Шарбакты (Щербактинский район)
Шарбакты (каз. Шарбақты, до 11.04.2001 г. — Щербакты) — село (ранее посёлок городского типа), административный центр Щербактинского района Павлодарской области. Административный центр и единственный населённый пункт Шарбактинского сельского округа. Код КАТО 556830100.

## Географическое положение
Шарбакты расположено на Кулундинской равнине. Находится в 85 километрах на северо-восток от областного центра города Павлодара. Высота над уровнем моря — 152 метра. Географические координаты: 52°21' северной широты, 78°20' восточной долготы.

## История
Аул был основан в 1920 году и получил своё название по урочищу «Шарбакты» (в дословном переводе «урочище, обнесённое оградой»). Адаптацией украинским языком название преобразовалось в Щербакты.
В 1957 году село Щербакты стало районным центром.
14 января 1961 года село Щербакты получило статус городского посёлка.
В селе построены следующие предприятия: элеватор, мебельная фабрика, швейный цех, райпромкомбинат, нефтебаза, ремонтные мастерские, автотранспортное предприятие.
В 1963 году на базе Щербактинского училища механизации сельского хозяйства образован Щербактинский техникум механизации и электрификации сельского хозяйства.
В 2001 году принято название Шарбакты.

## Транспорт
- Международная автомобильная дорога Барнаул — Павлодар.
- Южно-Сибирская железнодорожная магистраль.

## Население
В 1985 году в селе проживало 11 750 человек. В 1999 году население села составляло 8945 человек (4339 мужчин и 4606 женщин). По данным переписи 2009 года, в селе проживало 7915 человек (3753 мужчины и 4162 женщины).
На начало 2019 года население села составило 7591 человек (3733 мужчины и 3858 женщин).

## Уроженцы
Щербакты — родина поэта Музафара Алимбаева.